# Agent de voyages
L’agent de voyages aussi appelé agent de comptoir et agent de réservation, conseille au mieux la clientèle en matière de voyages d'agrément ou d'affaires et lui propose certains produits touristiques (vacances balnéaires, croisières, cures de thalassothérapie), des visites de villes, des circuits touristiques ou des séjours sportifs. Ils tiennent compte de la classe d'âge des intéressés, des goûts et du budget.
Ils se chargent pour les clients, d'une partie ou de la totalité des formalités et des réservations (contrats d'assurance-voyage, titres de transport, chambres d'hôtel, location de voitures, etc.). Il connaît également les différentes formalités nécessaires pour séjourner dans un pays (visa, passeport, etc.) et ses conditions sanitaires (vaccins, traitements, etc.)
L'objectif de l'agent est la vente de prestations touristiques diverses par téléphone ou en vis-à-vis avec le client, la finalité est de permettre à ce dernier d'exprimer ses souhaits mais aussi d'être en mesure de le conseiller et/ou de l'orienter vers différentes options.

## Diplômes requis

### En France
La formation se fait à travers le BTS tourisme, anciennement Ventes et Productions Touristiques (VPT), qui correspond à un Bac+2. Il se prépare en lycée. La formation se déroule sur deux années au cours desquelles les étudiants apprennent les techniques de vente et sont formés à un GDS, outil informatique indispensable pour exercer le métier d'agent de voyages.
Ce BTS est également possible via la voie de l'alternance. Celle-ci peut également se faire par un BTS négociations relation clients (NRC).
Enfin on peut passer par une licence pro-tourisme. Le programme de cette dernière est assez chargé. L'avantage des licences professionnelles est qu'elles sont très spécifiques, ce qui permet donc aux étudiants d'approfondir leur expérience à travers une spécialité dans un domaine précis. Cette licence compte un grand nombre de spécialités telles que:
- la coordination de l’action touristique locale et du développement durable des territoires
- le tourisme d’affaires, festivalier et environnement urbain
- le tourisme et e-tourisme - le tourisme et économie solidaire
- le tourisme et nouvelles technologies
Pour intégrer cette formation, il faut avoir validé un bac +2 dont les deux premières années de la licence doivent être compatibles avec le tourisme, les langues étrangères.

## Le salaire

### En France
L'agent de voyage gagne par mois 1 353,07 € net / mois (SMIC).
Les meilleurs salaires de la profession sont estimés à 1 667 € par mois.

## Les produits
- Les forfaits touristiques (transport et hébergement),
- Les vols secs (transport uniquement),
- Les séjours à la carte,
- Réservations de chambres d'hôtel,
- Location de voiture.

## Les compétences
- Technique de vente,

- Maîtrise d'un ou plusieurs GDS (Global Distribution System ou système de réservation centralisé) - logiciel de réservation - :

les plus connus dans les domaines aérien sont Amadeus, Sabre, Galiléo, Worldspan.
- Bon niveau en géographie.

- Avoir un bon niveau dans plusieurs langues étrangères (dont l'anglais).

## Rayon d'action
- Agence de voyages
- Compagnie aérienne, ferroviaire, maritime
- Centrale de réservation / centre d'appel
- Hôtel
- Agence de location de voiture
- Restauration